# Irmandades da Fala
Az Irmandades da Fala (eredeti nevén Irmandade dos Amigos da Fala Galega, jelentése: a galiciai beszéd/nyelv barátainak testvérisége) egy hazafias mozgalom volt 1916 és 1931 között a spanyolországi Galiciában.

## Története
Az Irmandade dos Amigos da Fala Galega 1916 májusában alakult meg A Coruñában. Ugyanebben az évben, ugyanott adta ki Antón Vilar Ponte Nuestra afirmación regional: nacionalismo gallego, apuntes para un libro („Regionális nyilatkozatunk: galiciai nacionalizmus, jegyzetek egy könyvhöz”) című kiadványát, és megkezdődött az A Nosa Terra („(A mi) Földünk”) című újság szerkesztése is. 1917-ben jött létre Ourense városában a NOS nevű, hasonló ideológiájú csoport Vicente Risco vezetésével, akik 1922 és 1925 között megjelentették a Nos című kulturális folyóiratot is.
Fő feladatuknak a galiciai nyelv terjesztését tartották. Ennek érdekében tanfolyamokat szerveztek és létrehozták a Seminario de Estudios Galegos nevű intézetet is, amely Arquivos do Seminario de Estudos Galegos címmel egy tudományos folyóiratot is kiadott.
A mozgalom alapítói között különféle ideológiájú emberek voltak: akadtak köztük regionalisták (például az 1907 és 1912 között működött Solidaridad Gallega egykori tagjai is), hagyományőrzők és a szövetségi köztársaság támogatói is. A Vilarhoz A Coruñában csatlakozó személyek többségében professzorok, orvosok, ügyvédek, jegyzők, művészek és újságírók voltak, kisebb számban gyárosok és kereskedők: csatlakozott a mozgalomhoz például Manuel Lugrís, Francisco Tettamancy, a Carré család több tagja, Lois Porteiro, Antonio Losada Diéguez, Ramón Otero Pedrayo, Ramón Cabanillas, Castelao, Xaime Quintanilla és Vicente Casas is.
Vicente Risco Manuel Murguía korábbi tanait hirdetve úgy tartotta, hogy Galicia és lakói önálló nemzetet alkotnak, hiszen saját területük, nyelvük, szokásaik, történelmük és intézményeik vannak. De nem csak kulturális ügyekkel foglalkoztak: támogatták a decentralizációt és a föderalizmust, politikai programjuk pedig négy fő téma köré szerveződött, ezek a témák az emigráció, a mezőgazdaság, a vasút és a vám voltak.
Első nagygyűlésüket, a Primera Asamblea Nazonalista nevű rendezvényt 1918-ban tartották Lugóban. Itt kifejezték igényüket a Galiciát megillető autonómiára egy szövetségi felépítésű államon belül, nyitva hagyva a lehetőséget, hogy ehhez az államhoz akár Portugália is csatlakozhasson. 1920-ban Risco Ourensében kiadta a Teoría do Nacionalismo Galego című elméleti művet, a következő évben pedig Ponte a Doctrina Nazonalista címűt; ehhez a katalán Josep Puig i Cadafalch írt előszót.

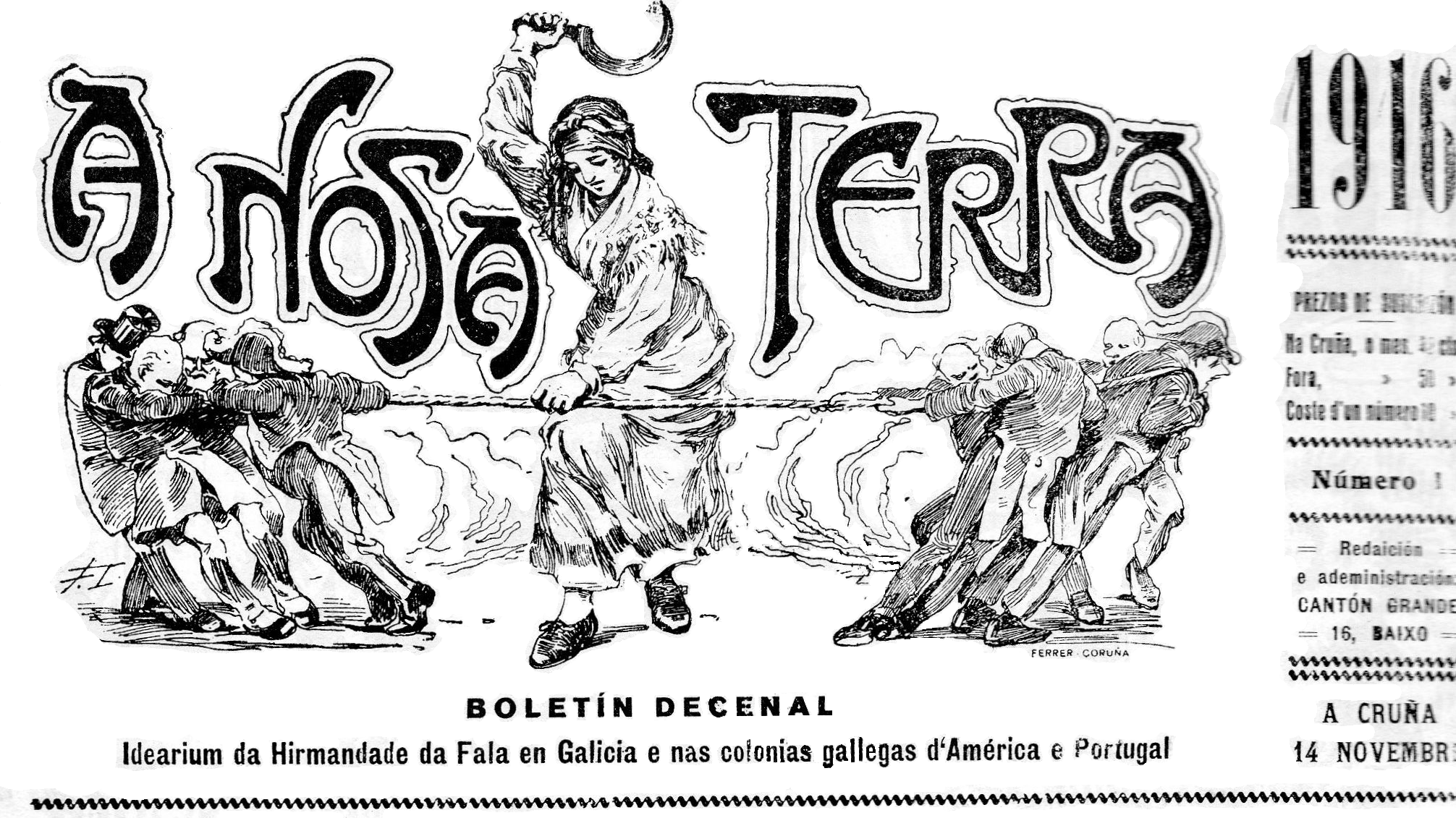
Az A Nosa Terra egyik számának címlapja 1916-ban

Az Ourense tartományban vezető szerepet betöltő Risco és az A Coruñában vezető Vilar néhány kérdésben szembekerült egymással. Az ellentét kiéleződésének megelőzésére és az egység megteremtésére az 1922-es monfotrei gyűlés megalakította az Irmandade Nacionalista Galega (ING) nevű szervezetet, és kimondta, hogy az Irmandades minden eddigi résztvevőjének ehhez kell csatlakoznia települési tagszervezeteket alakítva. Az egység kialakítása nem járt teljes sikerrel, a megosztottság a következő évtized elejéig fennmaradt.
Az ING folytatta a kulturális tevékenységeket, de már kimondta egy párt létrehozásának szükségességét is. Végül 1931-ben megalakult a Partido Galeguista nevű politikai párt, így az Irmandades de Fala feloszlatta magát, és beolvadt az új pártba.